# 志願
| ウィキペディアには「志願」という見出しの百科事典記事はありません（タイトルに「志願」を含むページの一覧/「志願」で始まるページの一覧）。 代わりにウィクショナリーのページ「志願」が役に立つかもしれません。 |